# FidelityFX Super Resolution
FidelityFX Super Resolution (FSR) je technologie vyvinutá společností Advanced Micro Devices (AMD) na vytváření snímků vysokého rozlišení ze vstupů nižšího rozlišení za účelem zvýšení snímkové frekvence ve vybraných herních titulech. FSR je součástí řady FidelityFX se softwarovými funkcemi zaměřenými na zkvalitnění vykreslování a zvýšení výkonu v počítačových hrách. Všechny funkce byly publikované s MIT licencí.
Na rozdíl od své přední konkurence, DLSS od společnosti Nvidia, FSR nepodporuje pouze grafické karty své společnosti a je open-source. Nezávislí vývojáři tak mohou snadno a sami implementovat technologii do svých her.

## Podporovaný grafický hardware[2]
- AMD Radeon 5000 Series

- AMD Radeon 5000M Series
- AMD Radeon 600 Series
- AMD Radeon 6000 Series
- AMD Radeon 6000M Series
- AMD Radeon RX 480/470/460 Graphics
- AMD Radeon RX 500 Series
- AMD Radeon RX Vega Series
- AMD Radeon VII Graphics
- AMD Ryzen Desktop Processors with AMD Radeon Graphics
- AMD Ryzen Mobile Processors with Radeon Graphics
- NVIDIA GeForce 10 Series
- NVIDIA GeForce 16 Series
- NVIDIA GeForce RTX 20 Series
- NVIDIA GeForce RTX 30 Series

## FSR 1
První verze FSR byla oznámena 31. května 2021 na akci Computex, zpřístupněna byla 22. června 2021. Po vydání podporovala 7 herních titulů, následující měsíce podpora vzrostla o desítky dalších her a růst stále pokračuje.
FSR 1 je prostorový zvětšovač (anglicky spatial upscaler). Přijímá aktuální, vyhlazený snímek a zvětší jej na rozlišení obrazovky nezávisle na historii snímků nebo pohybových vektorech. Základem je algoritmus zaměřený na detekci hran ze soboru pixelů zdrojového snímku a jejich znovuvytvoření ve zvýšeném rozlišení. Spuštění FSR ve hře může zvýšit snímkovou frekvenci a představit latenci dle užitého grafického hardwaru.
FSR také přichází s pomocnými funkcemi pro snadnější integraci do dnešních her a je k dispozici v herních enginech Unity a Unreal Engine.

### Přednastavení kvality[1]
| Název         | Popis | Měřítko                                                     | Vstupní rozlišení                              | Koncové rozlišení                               |
| ------------- | --- | ----------------------------------------------------------- | ---------------------------------------------- | ----------------------------------------------- |
| Ultra Quality | Přednastavení Ultra Quality vytváří obraz nerozeznatelný od nativního vykreslování. Mělo by být vybráno, když je chtěna nejvyšší kvalita. | 1,3x jeden rozměr (1.69x plocha) (77 % rozlišení obrazovky) | 1477 x 831 1970 x 1108 2646 x 1108 2954 x 1662 | 1920 x 1080 2560 x 1440 3440 x 1440 3840 x 2160 |
| Quality       | Přednastavení Quality vytváří obraz s kvalitou reprezentativní nativnímu vykreslování se značným nárůstem výkonu.                         | 1,5x jeden rozměr (2.25x plocha) (67 % rozlišení obrazovky) | 1280 x 720 1706 x 960 2293 x 960 2560 x 1440   | 1920 x 1080 2560 x 1440 3440 x 1440 3840 x 2160 |
| Balanced      | Přednastavení Balanced vytváří obraz blízký kvalitě nativního vykreslování s vysokým nárůstem výkonu.                                     | 1,7x jeden rozměr (2.89x plocha) (59 % rozlišení obrazovky) | 1129 x 635 1506 x 847 2024 x 847 2259 x 1270   | 1920 x 1080 2560 x 1440 3440 x 1440 3840 x 2160 |
| Performance   | Přednastavení Performance viditelně ovlivňuje kvalitu obrazu a mělo by být použito pouze když vyšší výkon je kriticky potřebný.           | 2,0x jeden rozměr (4x plocha) (50 % rozlišení obrazovky)    | 960 x 540 1280 x 720 1720 x 720 1920 x 1080    | 1920 x 1080 2560 x 1440 3440 x 1440 3840 x 2160 |

### Podporovaná rozhraní[1]
- DirectX 12
- DirectX 11
- Vulkan

## FSR 2
FSR 2 bylo oznámeno a představeno 17. března 2022 ve hře Deathloop, ve které také 12. května 2022 vyšlo. Pro vývojáře bylo zpřístupněno 22. června, jeden rok od vydání FSR 1.
FSR 2 bylo vyvinuto od základu s cílem překonat obrazovou kvalitu FSR 1, dokáže vykreslit snímky s vyšší kvalitou v porovnání s nativním vykreslováním. Protože obě technologie fungují jinak, je možné je obě přidat do stejné hry.
FSR 2 je časový zvětšovač (anglicky temporal upscaler). Jeho algoritmy využívají historická data nevyhlazených snímků a vytvoří vyhlazený obraz vyššího rozlišení bez použití strojového učení. Jakožto časový zvětšovač, FSR 2 má vyšší nároky na grafický hardware než prostorový zvětšovač FSR 1 a je tak třeba očekávat vyšší latenci.
FSR 2 je k dispozici jako plugin v herním enginu Unreal Engine a ve vývojářském kitu pro Xbox.

### Přednastavení kvality[7]
| Název                         | Popis | Měřítko                                                     | Vstupní rozlišení                            | Koncové rozlišení                               |
| ----------------------------- | --- | ----------------------------------------------------------- | -------------------------------------------- | ----------------------------------------------- |
| Quality                       | Přednastavení Quality poskytuje obraz se stejnou nebo vyšší kvalitou jako nativní vykreslování se značným nárůstem výkonu.                     | 1,5x jeden rozměr (2,25x plocha) (67 % rozlišení obrazovky) | 1280 x 720 1706 x 960 2293 x 960 2560 x 1440 | 1920 x 1080 2560 x 1440 3440 x 1440 3840 x 2160 |
| Balanced                      | Přednastavení Balanced nabízí ideální kompromis mezi kvalitou snímku a nárůstem výkonu.                                                        | 1,7x jeden rozměr (2.89x plocha) (59 % rozlišení obrazovky) | 1129 x 635 1506 x 847 2024 x 847 2259 x 1270 | 1920 x 1080 2560 x 1440 3440 x 1440 3840 x 2160 |
| Performance                   | Přednastavení Performance poskytuje kvalitu obrazu podobnou nativnímu vykreslování s vysokým nárůstem výkonu.                                  | 2,0x jeden rozměr (4x plocha) (50 % rozlišení obrazovky)    | 960 x 540 1280 x 720 1720 x 720 1920 x 1080  | 1920 x 1080 2560 x 1440 3440 x 1440 3840 x 2160 |
| Ultra Performance (volitelné) | Přednastavení Ultra Performance poskytuje nejvyšší nárůst výkonu, přičemž stále udržuje kvalitu obrazu reprezentativní nativnímu vykreslování. | 3,0x jeden rozměr (9x plocha) (33 % rozlišení obrazovky)    | 640 x 360 854 x 480 1147 x 480 1280 x 720    | 1920 x 1080 2560 x 1440 3440 x 1440 3840 x 2160 |

### Podporovaná rozhraní[7]
- DirectX 12
- Vulkan